# Andrew Bird (Musiker)

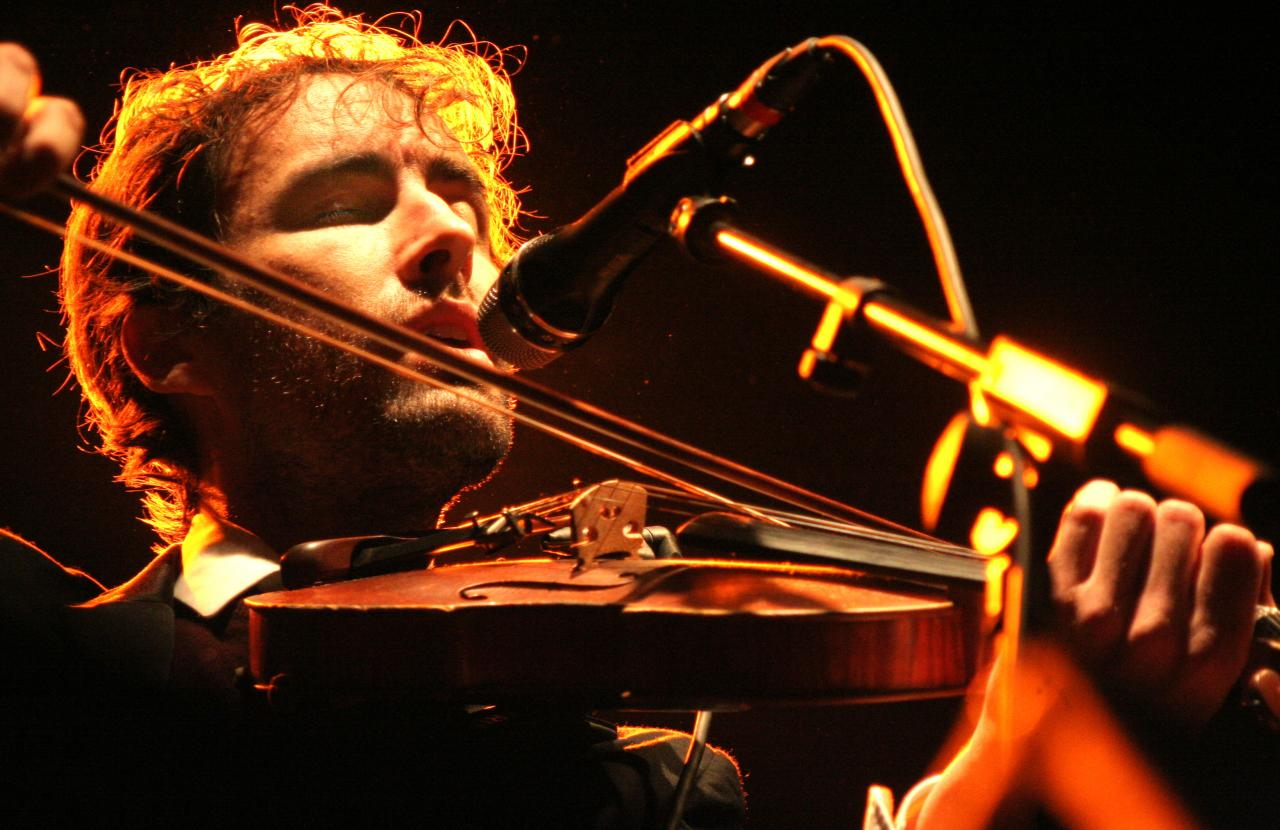
Andrew Bird (2009)

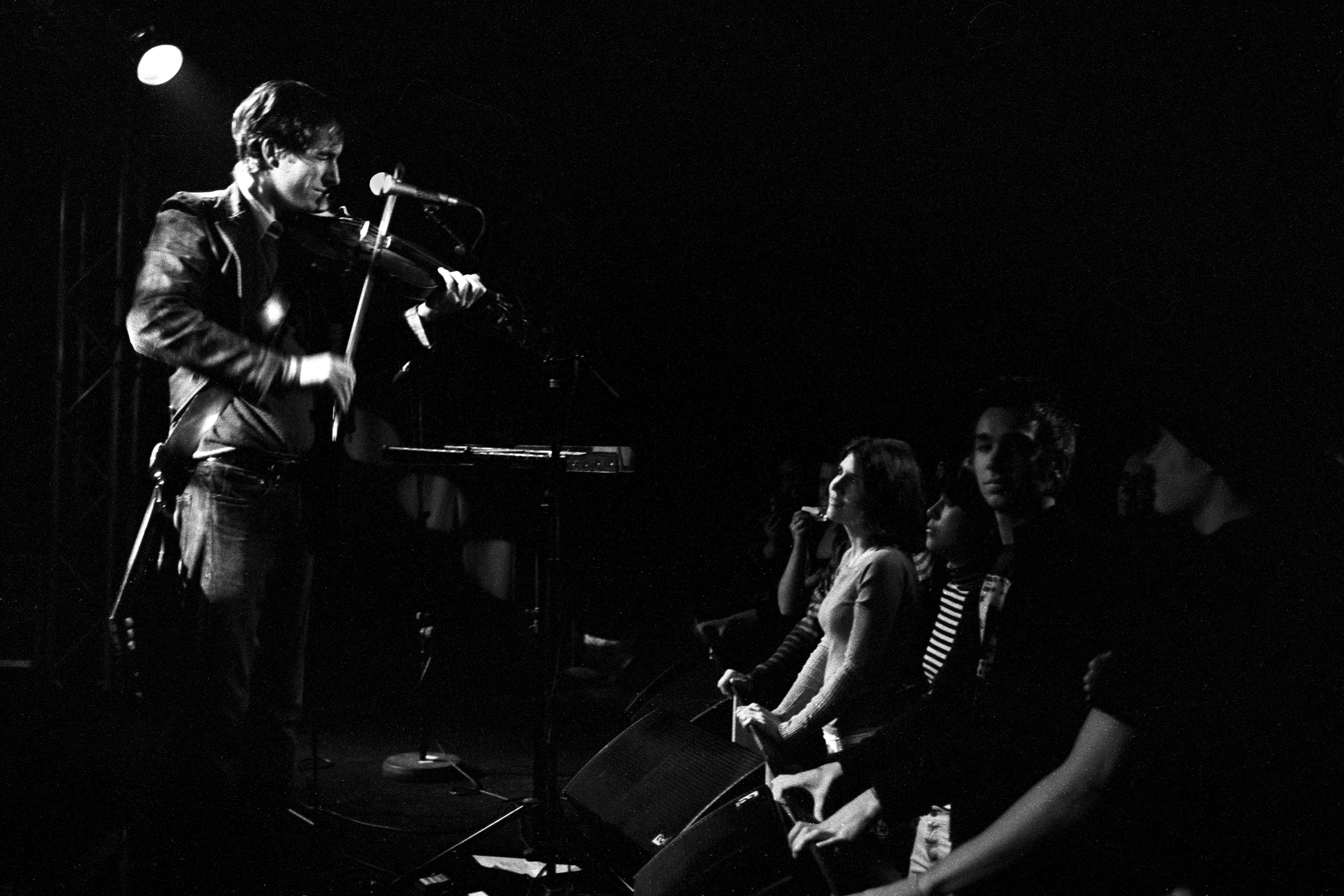
Bei einem Konzert in Schweden 2005

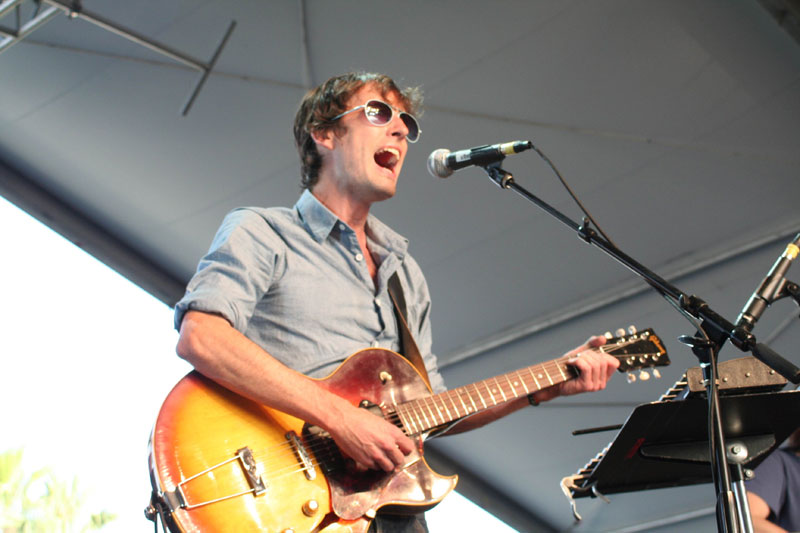
Am Coachella-Festival in Kalifornien 2007

Andrew Wegman Bird (* 11. Juli 1973 in Chicago, Illinois) ist ein US-amerikanischer Singer-Songwriter und Musiker. Er absolvierte eine klassische Ausbildung an der Violine, zu seinem musikalischen Instrumentarium gehören außerdem Gitarre, Mandoline, Pfeifen und das Glockenspiel. Sein frühes Werk war stark von der US-amerikanischen Folk- und Jazz-Tradition beeinflusst, in jüngeren Veröffentlichungen näherte er sich der Popmusik an, was ihn einem breiteren Publikum zugänglich machte.

## Leben und Werk
Bird begann im Alter von vier Jahren, das Violine-Spielen nach der Suzuki-Methode zu erlernen und schloss sein Violine-Studium an der Northwestern University 1996 mit dem Titel Bachelor ab. Im selben Jahr erschien sein Soloalbum Music of Hair.

### Andrew Bird’s Bowl of Fire (1997 bis 2001)
1997 veröffentlichte Bird Thrills, sein erstes Album mit der Band Andrew Bird’s Bowl of Fire, deren Bandleader er war. Kevin O’Donnell spielte am Schlagzeug, Josh Hirsch an der Bassgitarre und Colin Bunn an der Gitarre. 1998 folgte das Album Oh! The Grandeur. Beide Alben stellen die Violine in den Mittelpunkt und orientieren sich an den Traditionen des Folk, Blues und Jazz der ersten Hälfte des 20. Jahrhunderts. Das Debütalbum Thrills stehe in der Tradition von Bertolt Brecht und Kurt Weill, es nehme Anleihen von Django Reinhardt, Fats Waller und Stephane Grappelli, heißt es in einer Besprechung von Allmusic. Es wurde in nur fünf Tagen in New Orleans aufgenommen – die Band spielte die Songs in Anklang an den frühen US-Jazz live in ein einziges, zentral postiertes Bändchenmikrofon ein.
Das zweite Album behält diesen Stil weitgehend bei, auch Oh! The Grandeur macht den Eindruck, in einem einzigen Take aufgenommen worden zu sein.
Die dritte Veröffentlichung der Formation erschien 2001 mit dem Titel The Swimming Hour. Der Folk-Aspekt tritt dabei in den Hintergrund, die Musik vermischt unterschiedliche Stile und stellt einen „Streifzug durch die Musikgeschichte des 20. Jahrhunderts“ dar.

### Solokarriere (seit 2003)
Im Jahr 2003 veröffentlichte Bird sein erstes Soloalbum mit dem Titel Weather Systems. Er verließ dafür sein bisheriges Label Rykodisc, wechselte zum Indie-Label Grimsey (das später im Label Righteous Babe von Ani Di Franco aufging) und zog von Chicago auf die elterliche Farm im Nordwesten von Illinois, wo er sich auch ein Studio einrichtete. Auf die Idee, eine Solokarriere zu starten, kam er nach eigenen Angaben, als die Stimmung in der Band aufgrund fehlenden finanziellen Erfolgs immer mehr absank und er wegen terminlicher Verpflichtungen der anderen Bandmitglieder gezwungen war, einen Auftritt in einem Pub als Support für eine irische Folkband alleine zu spielen. Er brachte eine Loop-Maschine mit und vervielfachte so auf der Bühne den Klang seiner Violine. Bird fand Gefallen an dieser Technik: Auf Weather Systems ist die Geige dementsprechend das zentrale Instrument, im musikalischen Stil jedoch öffnet sich das Album unterschiedlichen Einflüssen. Birds Experimentierfreude mit unterschiedlichen Genres kommt auf diesem Album zum Ausdruck.
Es folgen einige Konzerttourneen, unter anderem im Vorprogramm von Ani Di Franco. Der finanzielle Erfolg bleibt Bird weiterhin verwehrt, eine wichtige Einnahmequelle besteht für ihn darin, nach den Konzerten CDs zu verkaufen, die er zuvor für einen Sonderpreis vom eigenen Label kauft.
Mit dem Album Andrew Bird & the Mysterious Production of Eggs des Jahrs 2005 machte er sich in der Independent-Szene der USA einen Namen. Das Album führt den Genre-übergreifenden Anspruch des Vorgängers fort, die Produktion enthält viele elektronische Elemente ebenso wie eine reiche Instrumentierung mit Gitarre, Glockenspiel und dem charakteristischen Pfeifen Andrew Birds.
2007 erschien das Album Armchair Apocrypha, das ihn erstmals einer breiten Öffentlichkeit bekannt machte: Renommierte Medien wie The New Yorker, Newsweek oder The New York Times wurden auf ihn aufmerksam. Auftritte in den Late-Night-Sendungen von David Letterman und Conan O’Brien trugen zum Absatz der Platte bei, die sich mehr als 100.000 Mal verkaufte.
Es folgte eine Tour durch die USA und Europa, wobei Bird – in der Popmusik ungewöhnlich – bei jedem Konzert die Set-Abfolge variierte; auch die instrumentalen Arrangements der Songs änderten sich von Auftritt zu Auftritt. Sein bislang größtes Konzert spielte Bird in seiner Heimatstadt Chicago am 3. September 2008 vor 15.000 Zusehern.
Während der Produktion seines nächsten Studioalbums Noble Beast dokumentierte Bird seine Arbeit auf einem Blog der New York Times. Er produzierte das Album größtenteils in einem Strandhaus in Nashville. Es erschien 2009.
Noble Beast ist das mit Abstand poppigste Album des Künstlers. Bird beschreitet dabei für die Popmusik untypische Wege, was sich nicht nur in den experimentellen Formen der Vermischung elektronischer und akustischer Instrumente zeigt, sondern auch in der Produktion und im Anspruch. Zu dem Stück Oh No auf dem Album Noble Beast hat ihn etwa nach eigener Aussage ein weinendes Kind in einem Flugzeug inspiriert, dessen kindlicher Umgang mit Angst und Fluchtgedanken ihn beeindruckte. Das gejammerte Oh No des Jungen versuchte Bird in dem Stück auf der Gitarre nachzuempfinden.

## Einflüsse und Rezeption
In der Kindheit war Bird vor allem von klassischer Musik beeinflusst. Er selbst zählt Johann Sebastian Bach und Wolfgang Amadeus Mozart zu den prägendsten Einflüssen seiner frühen musikalischen Ausbildung. In der High-School wandte er sich von der Klassik ab, weil er es als zu statisch empfand, Musik lediglich von Notenblättern abzulesen. Er entwickelte eine Vorliebe für irische und schottische Volksmusik sowie für Bluegrass. Seine ersten Jazz-Vorbilder waren Johnny Hodges, Lester Young und Fats Waller.
Die von Kritikern gezogenen musikalischen Vergleiche sind vielseitig. Die Presse attestierte Bird Parallelen zu The Magnetic Fields und Lambchop, Thom Yorke, Damien Rice, Tim Buckley oder David Byrne.

### Zitate
„Der Musiker aus Chicago weiß, wie man Pophits schreibt – er weiß nur nicht, ob er das auch wirklich will. Es kämpft der Virtuose mit dem Popfan und dem feinsinnigen Arrangeur.“

„Es passiert viel in Birds Songs, viel Ungewöhnliches und Überraschendes auch, doch sind sie immer voll Luft und Raum – und voll verführerischer Eleganz.“

„A classically trained musician who makes self-consciously wordy music, Bird is among those American musicians who are almost like Victorian children – polite to the point of being seen, and very nearly, not heard. The very opposite of the "complaint rock" that one is supposed to have once blasted from college dorms, Bird’s music is melodic, accomplished and – above all – cheerfully placid.“

## Diskographie

### Mit Andrew Bird’s Bowl of Fire
- 1998: Thrills
- 1999: Oh! The Grandeur
- 2001: The Swimming Hour

### Solo
- 1996: Music of Hair
- 2003: Weather Systems
- 2005: Andrew Bird & the Mysterious Production of Eggs
- 2007: Armchair Apocrypha
- 2009: Noble Beast
- 2010: Useless Creatures
- 2012: Break It Yourself
- 2012: Hands of Glory
- 2013: I Want to See Pulaski at Night
- 2014: Things Are Really Great Here, Sort Of
- 2015: Echolocations: Canyon
- 2016: Are You Serious
- 2019: My Finest Work Yet
- 2020: Hark!
- 2022: Inside Problems
- 2023: Outside Problems
- 2024: Sunday Morning Put-On
- 2024: Cunningham – Bird (mit Madison Cunningham)

### Livealben
- 2002: Fingerlings
- 2004: Fingerlings 2
- 2006: Fingerlings 3
- 2008: Live in Montreal
- 2010: Fingerlings 4

### EPs und Singles
- 2002: The Ballad of the Red Shoes
- 2005: Sovay
- 2006: Live at Bonnaroo Music Festival (Live-EP)
- 2007: Soldier On (EP)
- 2009: Fitz and the Dizzy Spells
- 2009: Anonanimal
- 2012: Break It Yourself

## Filmografie
- 2017: Outside In
- 2020: Fargo (Fernsehserie, 8 Folgen)
- 2023: Poolman